# Чугівка
Чугівка (рос. Р. Чуговка; Чуговка) — річка в Україні у Чугуївському районі Харківської області. Права притока річки Сіверського Дінця (басейн Азовського моря).

## Опис
Довжина річки приблизно 7,20 км, найкоротша відстань між витоком і гирлом — 5,71  км, коефіцієнт звивистості річки — 1,26 . Формується декількома балками та загатами.

## Розташування
Бере початок на східній стороні від села Кам'яна Яруга. Тече переважно на південний схід і на північно-східній околиці міста Чугуїв впадає у річку Сіверський Донець, праву притоку Дону.

## Цікаві факти
- У місті Чугуїв річки перетинає автошлях Т 2111[3] (територіальний автомобільний шлях в Україні, Чугуїв — Кочеток — Печеніги — Великий Бурлук. Проходить територією Чугуївського, Печенізького, Великобурлуцького районів Харківської області.).
- На лівому березі річки у минулому столітті існував газгольдер[2].
- У XIX столітті на річці існувало декілька колоній[1].